# 4851 Vodopʹyanova
A 4851 Vodopʹyanova (ideiglenes jelöléssel 1976 US1) a Naprendszer kisbolygóövében található aszteroida. Tamara Mihajlovna Szmirnova fedezte fel 1976. október 26-án.